# St. Georgen (Gemeinde Straßburg)
St. Georgen ist eine Ortschaft in der Stadtgemeinde Straßburg im Bezirk St. Veit an der Glan in Kärnten. Die Ortschaft hat 50 Einwohner (Stand 1. Jänner 2024).

## Lage
St. Georgen liegt etwa 4 km östlich des Gemeindehauptorts Straßburg-Stadt im Gurktal an der Gurktalstraße auf dem Gebiet der Katastralgemeinde St. Georgen.
Zur Ortschaft gehören rechts der Gurk die Höfe Kainz (Nr. 1 und 2), Rainer (Nr. 3), Nagengast (Nr. 4; der ehemals benachbarte Göschbauer existiert nicht mehr), Schattenbauer (früher Grabenkeusche, Nr. 5). Das Dorf links der Gurk, bei der Kirche, bilden unter anderem die Häuser Leitgeb (Nr. 6), Hauptmann (Nr. 9), Felsenhof (Nr. 10), Messner (Steger, Nr. 11), Pfarrhof (Nr. 13), Schuster (Nr. 14), Lindenwirt (Nr. 15) und Gasserhaus (Nr. 19).

## Feuerwehr
Die 1908 gegründete Freiwillige Feuerwehr St. Georgen mit Mitgliedern aus der Ortschaft und deren näherer Umgebung nützt das Rüsthaus in St. Georgen als Stützpunkt für ihre Einsätze, Übungen und ein jährliches Feuerwehrfest.

## Pfarrkirche
Auf halber Hanghöhe steht die Pfarrkirche St. Georgen unter Straßburg. Der denkmalgeschützte Bau (Listeneintrag) ist teilweise noch steinplattlgedeckt.

## Geschichte
1044 schenkte Hemma von Gurk einen Hof zu St. Georgen dem Kloster Gurk. Auf dem Plateau westlich oberhalb der im Kern romanischen Pfarrkirche, oberhalb des 1923 errichteten Kriegerdenkmals, könnte ein mittelalterlicher Wehrbau gestanden haben.
Seit Gründung der Ortsgemeinden Mitte des 19. Jahrhunderts gehört St. Georgen zur Gemeinde Straßburg. Um 1860 wurde eine Volksschule im Ort eingerichtet. 1938 wurde ein gotischer Bildstock, der südlich der Pfarrkirche stand, gesprengt.

## Bevölkerungsentwicklung
Für die Ortschaft ermittelte man folgende Einwohnerzahlen:
- 1869: 13 Häuser, 90 Einwohner[8]
- 1880: 15 Häuser, 112 Einwohner[9]
- 1890: 13 Häuser, 99 Einwohner[10]
- 1900: 13 Häuser, 111 Einwohner[11]
- 1910: 16 Häuser, 133 Einwohner[12]
- 1923: 14 Häuser, 125 Einwohner[13]
- 1934: 105 Einwohner[14]
- 1951: 14 Häuser, 119 Einwohner[15]
- 1961: 13 Häuser, 107 Einwohner[16]
- 2001: 22 Gebäude (davon 17 mit Hauptwohnsitz) mit 29 Wohnungen; 65 Einwohner und 2 Nebenwohnsitzfälle; 26 Haushalte; 1 Arbeitsstätte, 4 land- und forstwirtschaftliche Betriebe[17]
- 2011: 20 Gebäude, 52 Einwohner, 20 Haushalte, 4 Arbeitsstätten[18]
- 2021: 19 Gebäude, 48 Einwohner, 22 Haushalte, 6 Arbeitsstätten[19]